# Oktavia Aigner-Rollett

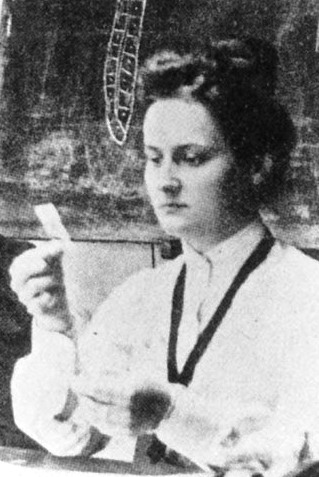
Oktavia Aigner-Rollett als Medizinstudentin (vor 1905)

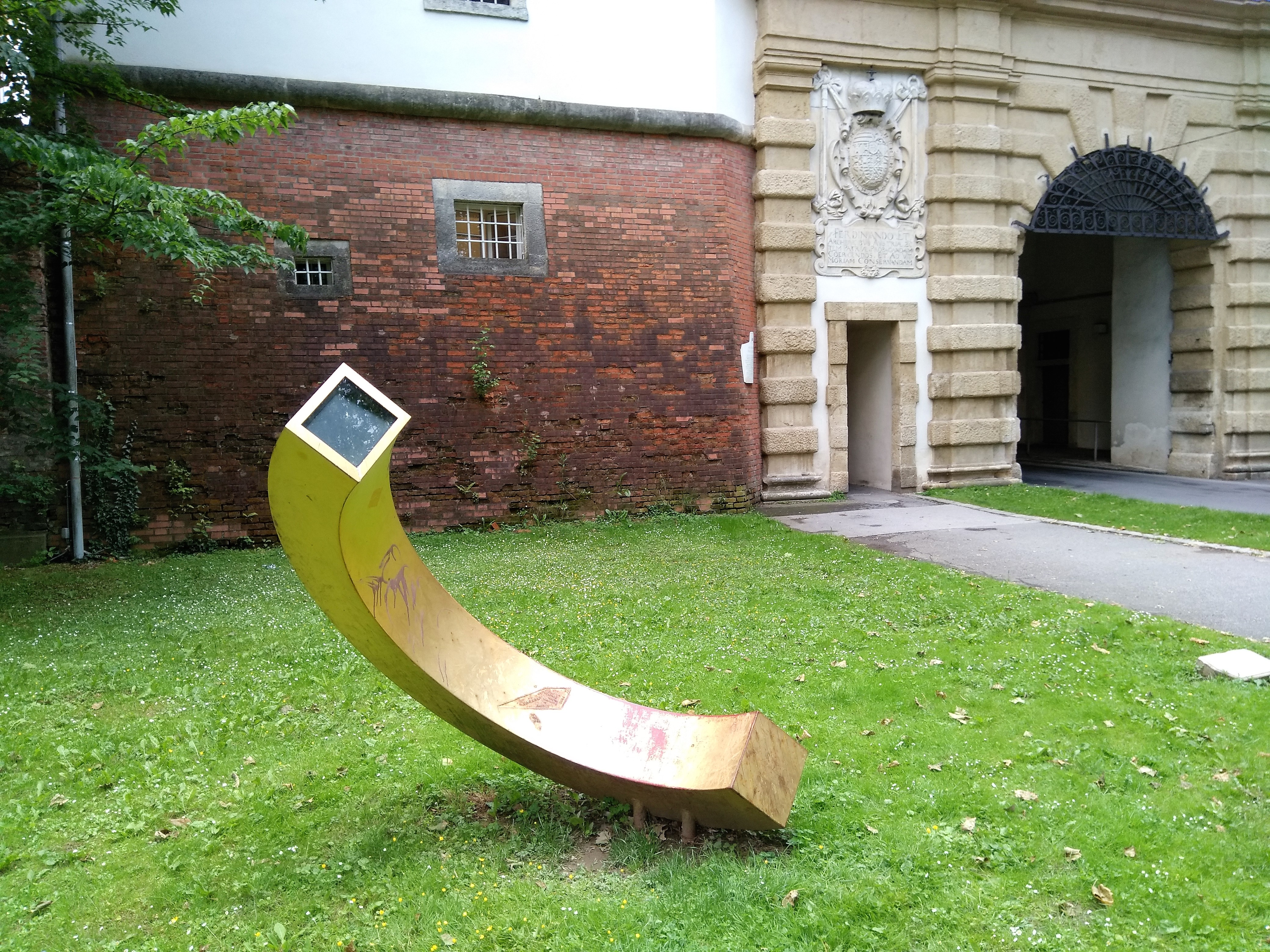
Denkmal von Barbara Baur-Edlinger vor dem Paulustor (2018)

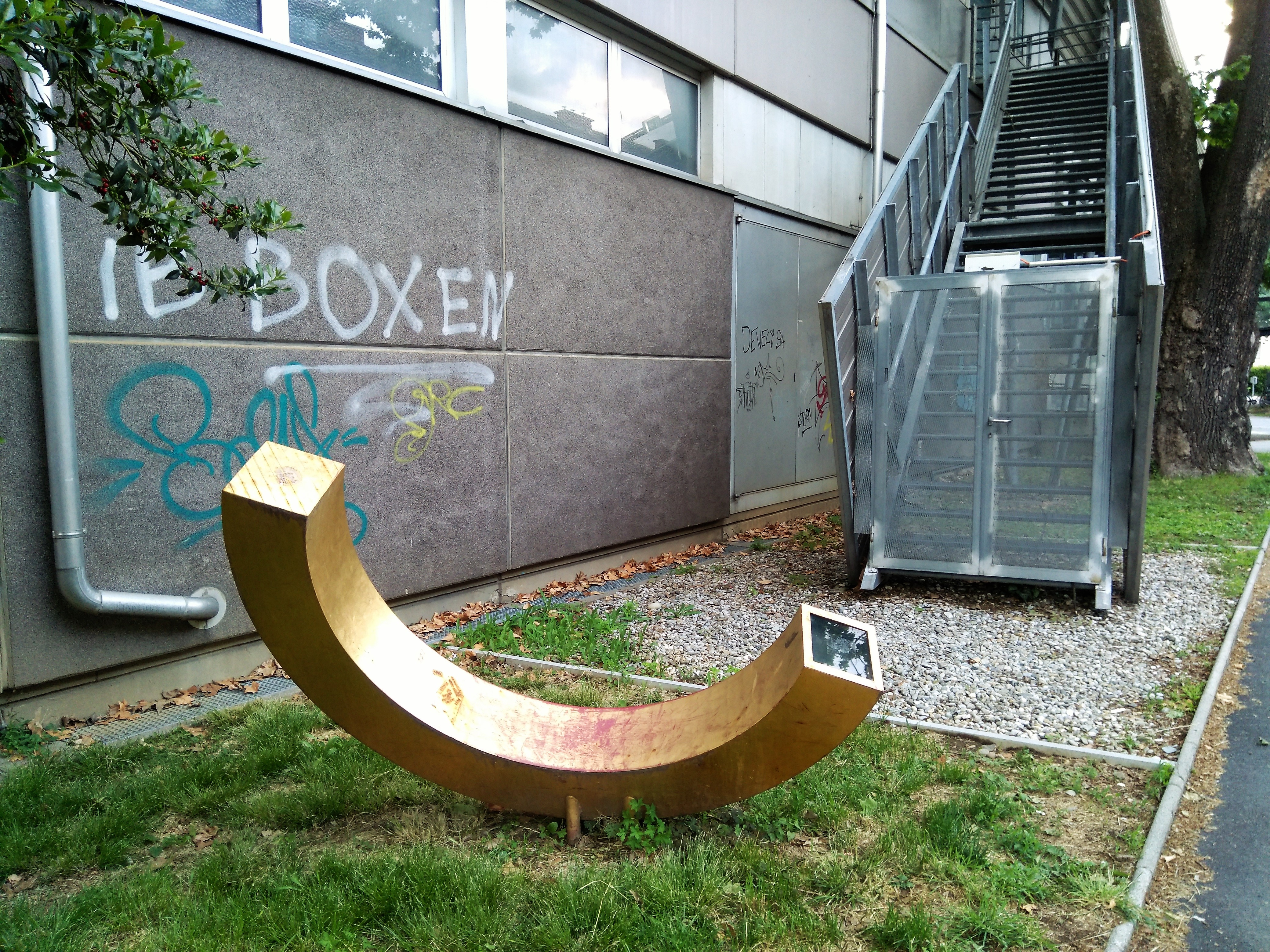
Denkmal von Barbara Baur-Edlinger vor der Grazer Vorklinik (2018), wegen Abriss des Gebäudes ab 2023 übersiedelt zum Hauptgebäude der Uni

Oktavia Auguste Aigner-Rollett (* 23. Mai 1877 in Graz; † 22. Mai 1959 ebenda) war die zweite Frau, die an der Universität Graz ein Studium der Medizin abschloss (1905), die erste Frau, die in Graz als Ärztin eine Praxis eröffnete, und die erste Sekundarärztin in Österreich.

## Leben
Oktavia Rollett war die älteste Tochter des Physiologen Alexander Rollett und Schwester des Publizisten Edwin Rollett. Sie maturierte als erste Grazerin im Jahr 1900 am Ersten Staatsgymnasium in Graz als Externistin. Ihr Vater, Rektor der Universität Graz, gestattete ihr nur zögernd das Universitätsstudium. Am 9. Dezember 1905 wurde sie ganz alleine in der Aula der neuen Universität zum Doktor der gesamten Heilkunde promoviert. Vor ihr hatte nur die gebürtige Wienerin Maria Schuhmeister ein Studium der gesamten Heilkunde in Graz abgeschlossen. 1906 wurde Oktavia Rollett als unbezahlte Hilfsärztin am Grazer Landeskrankenhaus zugelassen. Der Abschluss des Studiums der Philosophie und Chemie und damit ein zweiter Doktortitel scheiterte im Zuge der Dissertation am Professorenwiderstand, die Annahme der Doktorarbeit wurde verweigert.
1906 war Oktavia Rollett als erste Ärztin am Allgemeinen Krankenhaus in Graz (Paulustor) als unbezahlte Hilfsärztin tätig. Danach (1906/1907) bekam sie eine Stelle als Sekundarärztin an der chirurgischen Abteilung des privaten Anna-Kinderspitals. 1907 eröffnete sie in der Humboldtstraße 17 ihre eigene Praxis als praktische Ärztin, die sie bis 1952 führte. 1935 erhielt sie den Titel Medizinalrat verliehen. Während der Zeit des Nationalsozialismus war sie nebenher als Funktionärin im BDM tätig.
Im Jahre 1908 heiratete sie den Anatomen Walter Aigner (1878–1950). Aus der Ehe gingen drei Söhne hervor: der Mathematiker Alexander Aigner (1909–1988), der Psychologe und Gymnasialprofessor für Geografie und Geschichte Adalbert Aigner (1912–1979) sowie der Archivar am Steiermärkischen Landesarchiv Reinhold Aigner (1920–2013).
Oktavia Aigner-Rollett verstarb am 22. Mai 1959 im Alter von 82 Jahren und wurde im Grab ihrer Familie am Grazer Zentralfriedhof (Feld 10d III 1) beigesetzt.

## Ehrungen
- 1955: Goldene Promotion an der Karl-Franzens-Universität
- Ein zweiteiliges Denkmal für Oktavia Aigner-Rollett wurde 1997 in Graz beim Paulustor und vor der Vorklinik (ab 2023 Umbau zum neuen Physikgebäude) aufgestellt.[3]
- Ihr zu Ehren wurde die Aigner-Rollett-Gastprofessur für Frauen- und Geschlechterforschung an der Karl-Franzens-Universität Graz benannt.[4]
- Das städtische Seniorenheim in Graz-Geidorf wurde nach der Generalsanierung im Jahr 2014 als Pflegewohnheim Aigner-Rollett am Rosenhain neu benannt.[5]
- 2022 wurde entschieden, die Max-Mell-Allee in Graz in Oktavia-Aigner-Rollett-Allee umzubenennen. Die Umbenennung wurde mit 1. Jänner 2023 vorgenommen und die Max-Mell-Allee mit der daneben durch eine Parkanlage verlaufenden Aigner-Rollett-Allee zusammengelegt.[6][7]